# Caenoconops subapicalis
Caenoconops subapicalis är en tvåvingeart som beskrevs av Krober 1939. Caenoconops subapicalis ingår i släktet Caenoconops och familjen stekelflugor. Inga underarter finns listade i Catalogue of Life.